# NZB (Dateiformat)
NZB ist ein Dateiformat zur Speicherung von Informationen über Usenet-Beiträge, die Dateien enthalten. Das weltweit verteilte Diskussionsforum Usenet wird unter anderem auch zum Anbieten und Herunterladen von Dateien benutzt. Den Teil des Usenet, der im Prinzip nur dazu genutzt wird, nennt man auch Binary Usenet, wegen der Binärdateien („Binaries“), die dort anders als im sonstigen textorientierten Usenet zu finden sind. Da Größenbeschränkungen für einzelne Usenet-Beiträge existieren, werden Dateien ab einer gewissen Größe auf mehrere Einzelbeiträge verteilt. Eine NZB-Datei enthält Verweise auf alle Einzelbeiträge, die zur Dekodierung der Datei notwendig sind und ist damit eine Art Index.

## NZB-Suchmaschinen
Spezielle Suchmaschinen erlauben das Auffinden von Dateien über ihren Namen oder weitere Eigenschaften wie den Dateityp oder die Größe in Bytes. Für gefundene passende Dateien wird dann der Download einer NZB-Datei für diese Datei angeboten. Bestimmte Newsreader können damit dann gezielt die Beiträge herunterladen und die Datei auf dem lokalen Rechner zusammenfügen.
Durch die Verwendung solcher Suchmaschinen und NZB-Dateien vermeidet der Benutzer das zeit- und bandbreitenaufwendige Herunterladen aller Header von Newsgroups, die thematisch für ihn interessant sind. Stattdessen geschieht das Auffinden von interessanten Dateien über die Suchmaschine und benötigt dann nur noch den Download der relativ kompakten NZB-Datei.
Manche Dienstleister bieten gleich die dekodierten Binärdateien per gängigem HTTP-Download an, so dass der Benutzer gar nicht mehr in Berührung mit Usenet-spezifischen Programmen kommt.

## Technik
NZB-Dateien sind als XML-Dialekt implementiert.
In einer NZB-Datei werden die Message-ID-Werte aller notwendigen Beiträge für eine Datei abgelegt. Zusätzlich werden die Newsgroups genannt, in denen diese Beiträge versendet wurden, der Name des Autors sowie Tag und Uhrzeit des Versendens. Im Fall passwortgeschützter Binärdateien können in den dazugehörigen NZB-Dateien auch die Passwörter hinterlegt werden, die zum Dekodieren erforderlich sind. 
Erzeugt werden NZB-Dateien von Programmen, die Zugriff auf Newsgroups haben und in diesen regelmäßig die neuen Beiträge auf Dateianhänge durchsuchen.

## Etymologie
NZB wurde ursprünglich von den Betreibern der Website Newzbin.com definiert. Der Begriff NZB ist ein Kürzel für Newzbin.